# Gyps tenuirostris
Gyps tenuirostris е вид птица от семейство Ястребови (Accipitridae). Видът е критично застрашен от изчезване.

## Разпространение
Разпространен е в Бангладеш, Камбоджа, Индия, Лаос, Мианмар и Непал.